# Pablito Calvo
Pablo Calvo Hidalgo (né à Madrid le 16 mars 1948  et mort à Alicante le 1er février 2000), mieux connu sous le nom de Pablito Calvo, est un enfant acteur espagnol. 

## Biographie
Après le succès international de Marcelin, Pain et Vin, qui lui a valu un prix du Festival de Cannes en 1955, Pablito Calvo est devenu le plus célèbre enfant acteur d'Espagne. Il a tourné cinq autres films dont Mi tío Jacinto (1956), Un ange est passé sur la ville  (Un ángel pasó por Brooklyn, 1957) et Mon gosse (1958) en Italie, avec Totò.
Retraité du cinéma à l'âge de seize ans pour ensuite devenir ingénieur industriel, il a travaillé dans le tourisme et la promotion à Torrevieja . Calvo a chanté dans quelques films, mais sa voix chantée a été doublée à l'écran, en Espagne par une femme, Matilde F. Vilariño.
Pablito Calvo est mort à Alicante le 1er février 2000 d'un anévrisme cérébral à 51 ans.

## Filmographie
| An   | Titre                                     | Rôle              | Remarques      |
| ---- | ----------------------------------------- | ----------------- | -------------- |
| 1955 | Marcelin, Pain et Vin                     | Marcelino         |                |
| 1956 | Le Muchacho                               | Pepote            |                |
| 1957 | Un ange est passé sur la ville            | Filipo            |                |
| 1958 | Mon gosse                                 | Marcellino Merini |                |
| 1960 | Juanito                                   | Juanito           |                |
| 1961 | Alerta en el cielo                        | Miguelito Ramos   |                |
| 1962 | Dos años de vacaciones                    | Brian             |                |
| 1963 | Le Retour de Marcellino (Barcos de papel) |                   | (dernier rôle) |